# V Ufficio politico del Partito Comunista Cinese
Il V Ufficio politico del Partito Comunista Cinese (中国共产党第五届中央局S, Zhōngguó Gòngchǎndǎng dìwǔ jiè zhōngyāng júP) fu l'organo dirigente del Partito Comunista Cinese eletto dal V Comitato Centrale del Partito. Restò in carica dal 1927 al 1928. Era composto da 10 membri. Per la prima volta l'"Ufficio centrale" fu rinominato "Ufficio politico" e si costituì un Comitato Permanente.

## Componenti
- Chen Duxiu, segretario generale del Comitato Centrale
- Cai Hesen
- Li Weihan
- Qu Qiubai
- Zhang Guotao
- Tan Pingshan
- Li Lisan
- Zhou Enlai

### Membri supplenti
- Chen Yannian
- Su Zhaozheng
- Zhang Tailei

## Comitato Permanente
- Chen Duxiu
- Zhang Guotao
- Cai Hesen